# 意味借用
意味借用（いみしゃくよう）は、他の言語からある単語の意味を借用することである。単語自体を元の言語から輸入する借用語とは異なっており、借用元の言語から語彙を翻訳する翻訳借用とも似た概念であるが、意味借用では元々存在している語彙に対して借用元の言語における用法が付加され、意味が拡張される。借用語、翻訳借用、意味借用は大雑把に”借用”という現象でまとめられている。

## 例
例として ドイツ語の realisieren という語が存在する。英語の動詞 realise は多義的であり、何かを”実現する”という意味と何かに”気づく”という意味を持つ。ドイツ語の動詞 realisieren は元々前者の意味（実現する）しか持っていなかったが、英語からの意味借用によってもう一つの意味（気づく）も表すようになった。（ただし後者の用法はまだ英語的な語法だと考えられている。）realisierenという単語自体は借用前に既に存在しており、ここで借用されているものは２つ目の意味のみである。（比較として抗体という単語は英語 antibody 、さらにそれ自体ドイツ語 Antikörper の翻訳借用であるが、”抗体” (“antibody”) という単語は借用以前に日本語（英語）には存在していなかった。）
日本語の動詞「あそぶ」には、「離れた土地に行って学ぶ」という意味がある（「何々の門にあそぶ」とはその一門に入門して学ぶことであり、「長安にあそぶ」とは唐の長安に留学することである）。これを漢文の「遊」からの意味借用であるする説がある。
日本語の動詞「おそふ」（おそう）には、「地位を受け継ぐ」という意味がある。これを漢文の「襲」からの意味借用であるとする説がある。
意味借用は同じソースから多くの異なる言語に対して起こることがある。ヘブライ語　kokháv、アラビア語 نجم (naǧm)、ロシア語 zvezdá、ポーランド語 gwiazda、フィンランド語 tähti、ベトナム語 sao、は全て元々は天文学的な”星”を意味する言葉であり、後に英語 star から”有名なエンターテナー”という意味素 (en:sememe) を借用している。 これらの例において各単語は語源的な繋がりがなく、基本的な意味を共有しており、その意味が隠喩的に拡張されている（日本語では主に借用語の”スター”という言葉で表されるが、”星”を花形や人気者という意味で用いる意味借用も見られる）。
意味借用の中には再借用 (en:reborrowing) によるものもある。英語の pioneer は中世フランス語から”掘る人、歩兵、歩行者”という意味で借用されたが、その後の英語において”先駆者、開拓者”という意味を持つようになり、この意味が更にフランス語に再借用(意味借用)されている。